# Allium goekyigitii
Allium goekyigitii — вид трав'янистих рослин родини амарилісові (Amaryllidaceae), ендемік Туреччини.

## Поширення
Ендемік Туреччини.